# Ricciocarpos natans
Ricciocarpos natans là một loài rêu trong họ Ricciaceae. Loài này được (L.) Corda mô tả khoa học đầu tiên năm 1829.

## Hình ảnh

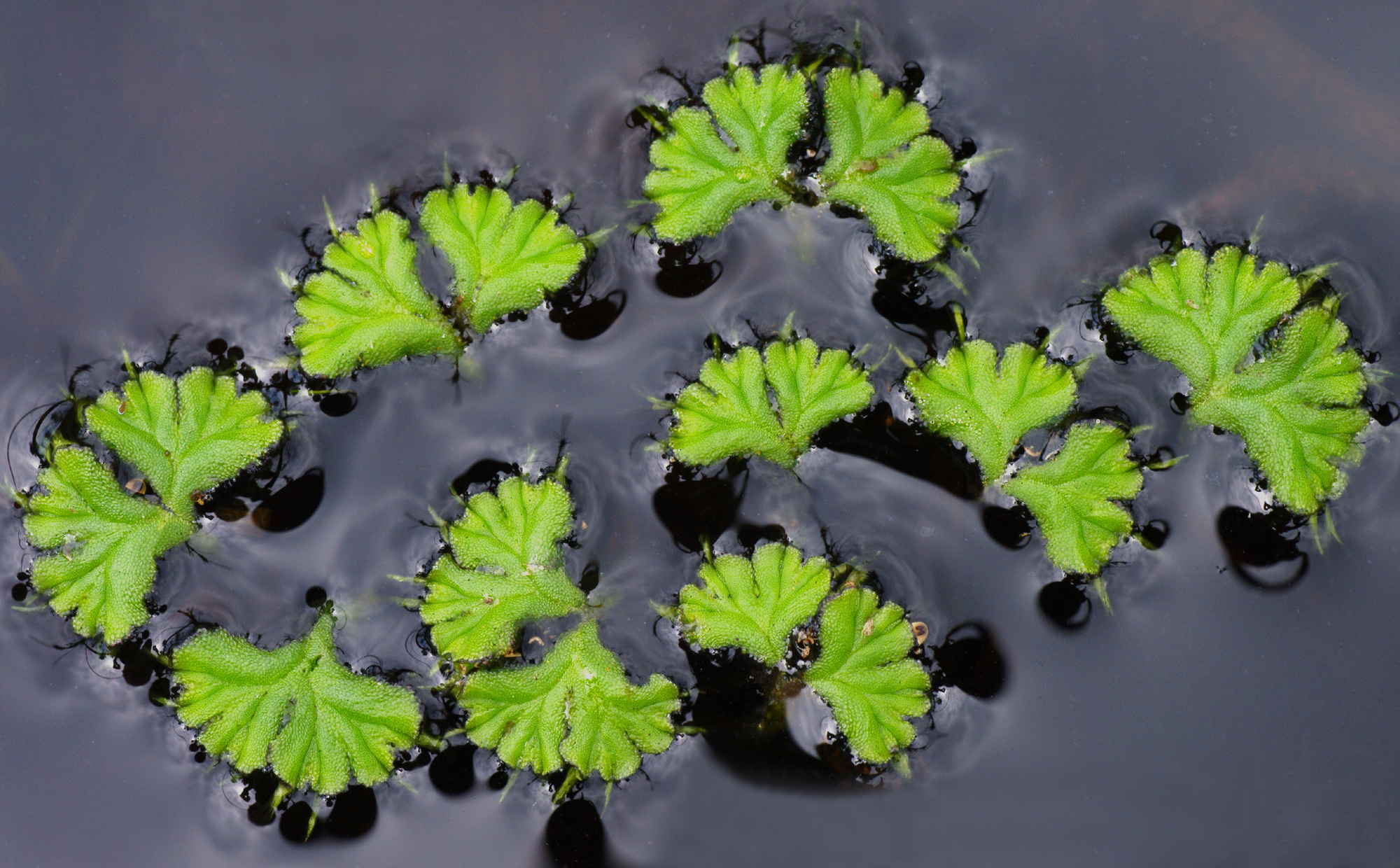
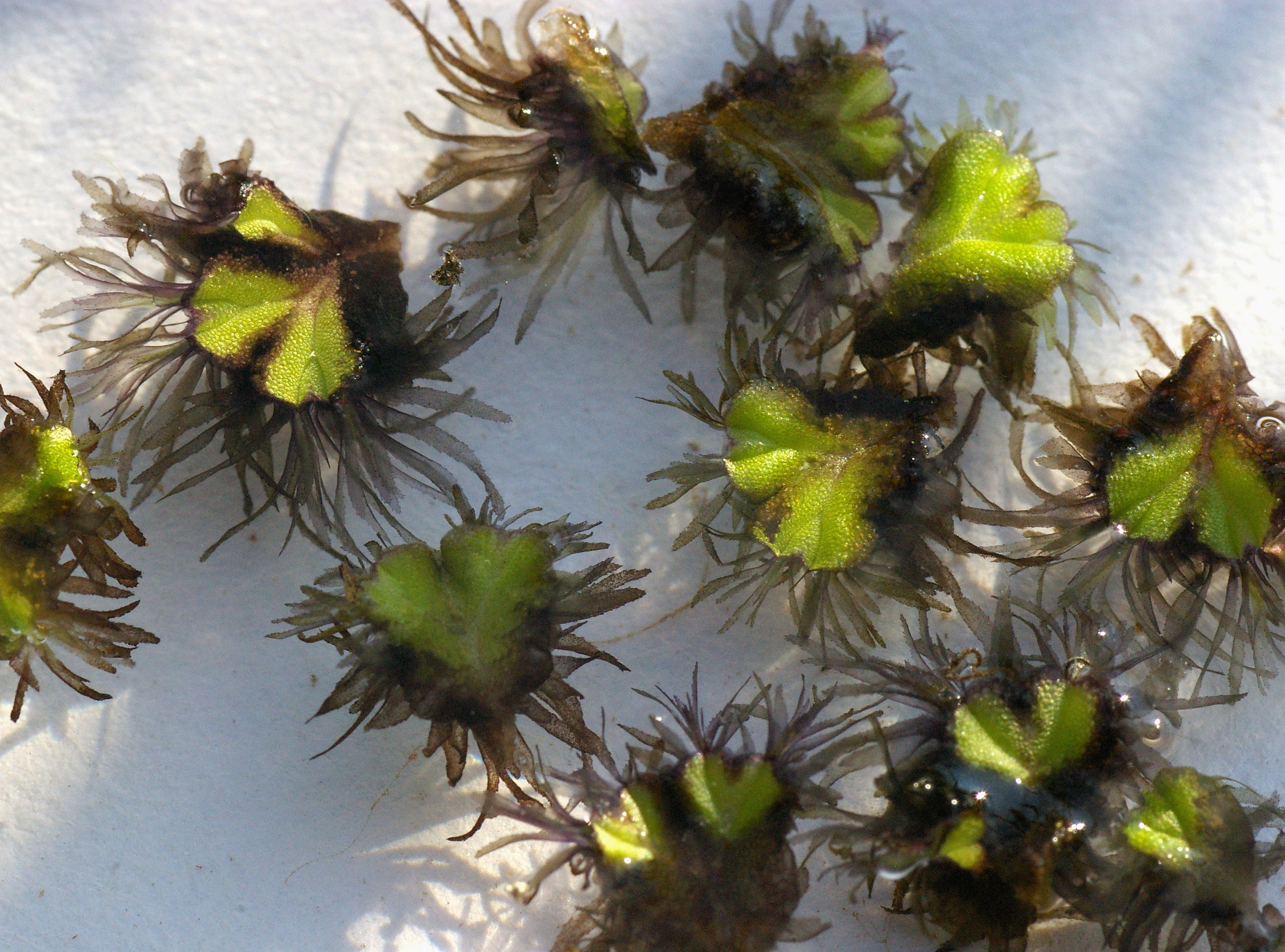
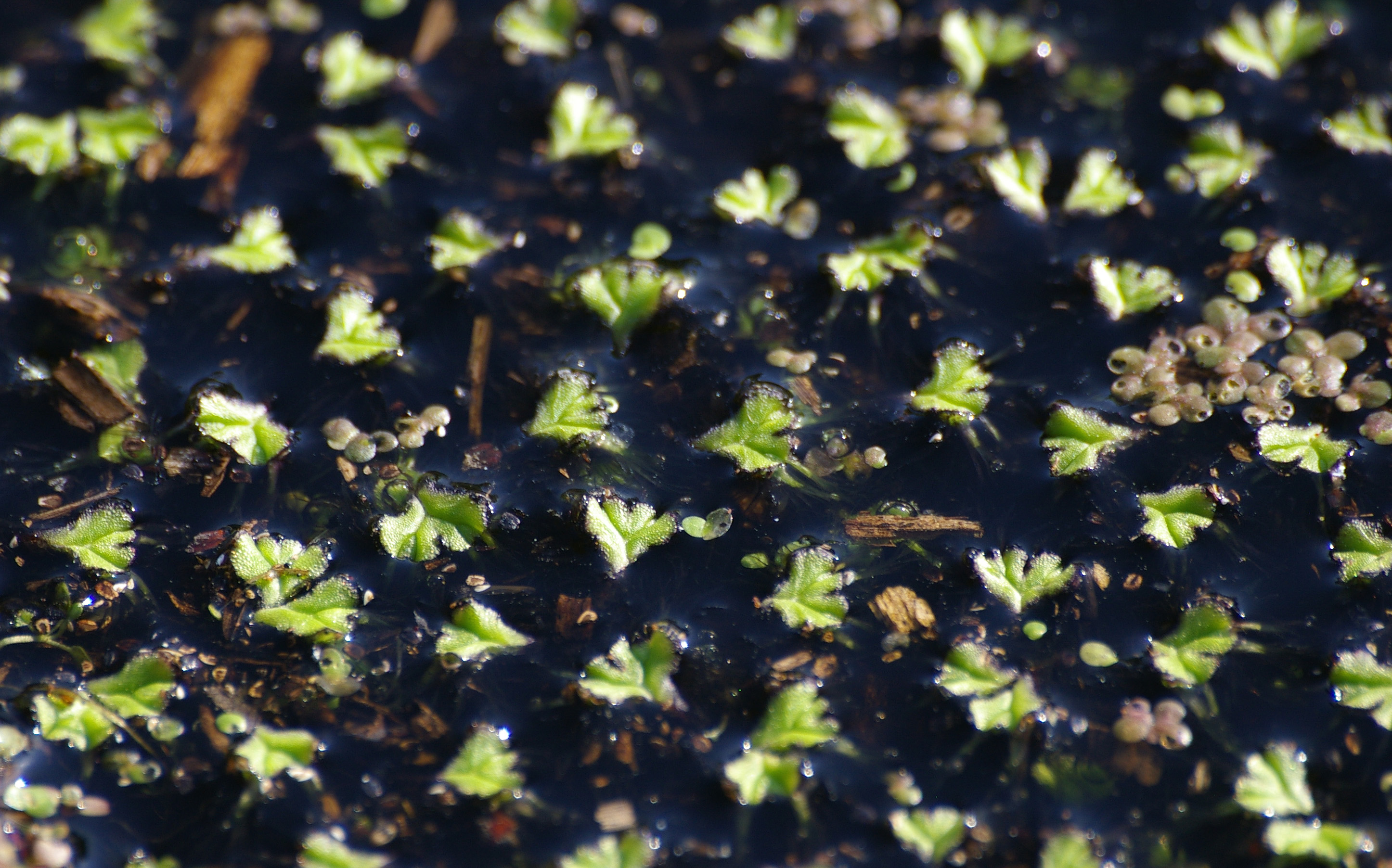
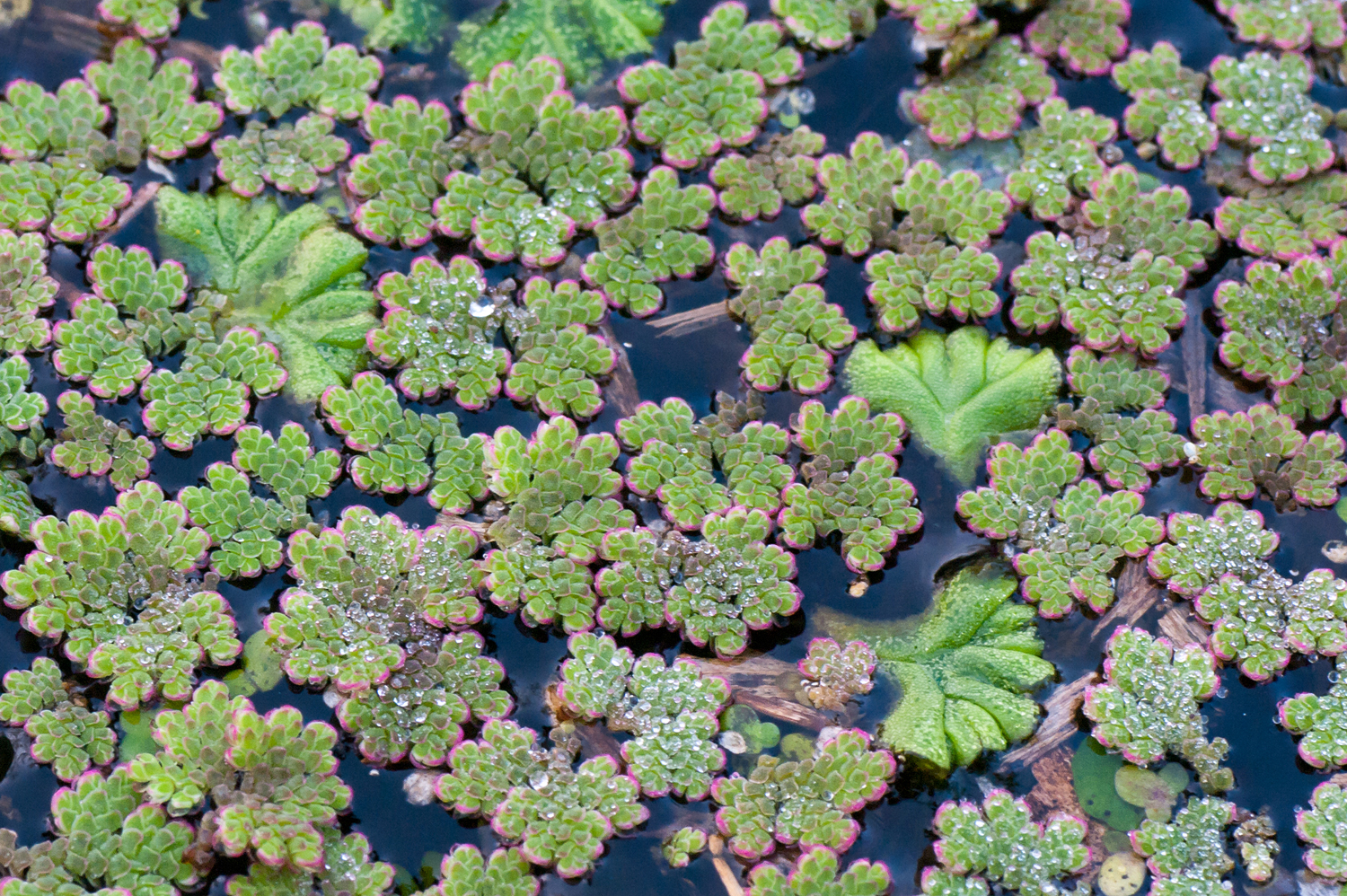